# Скляна мануфактура
51°02′40″ пн. ш. 13°45′20″ сх. д. / 51.044444444444° пн. ш. 13.755555555556° сх. д.
Скляна мануфактура — автомобільний завод і виставковий простір у Дрездені , що належить німецькому автоконцерну Volkswagen і спроєктований архітектором Гюнтером Хенном. 
Мануфактура була відкрита у 2002 році для збирання автомобілів VW Phaeton, які виготовлялися тут до 2016 року. 
З 2017 року на мануфактурі організовано виробництво електричної версії моделі VW e-Golf.

## Назва
Німецька назва «Gläserne Manufaktur» («фабрика зі скла») — гра слів, що пов'язує два значення «прозорий» і «скляний», маючи на увазі оптичну прозорість і прозорість виробничого процесу.

## Будівля
Стіни фабрики майже повністю скляні. 
Підлога повністю вкрита паркетом з канадського клена. 
Зручне планування будівлі розраховане на прийом до 250 відвідувачів на день. 
Щоб птахи не влетіли в скло, зовнішня акустична система імітує пташиний язик, позначаючи територію як «зайняту». 

## Автомобільне виробництво
Довжина конвеєра мануфактури складає 1,5 км. 
На повністю автоматизованій складальній лінії використовується 60000 магнітів. 
На виробництві відсутні шкідливі викиди та шум.
Завод спочатку використовувався для збирання флагманського седана Volkswagen Phaeton. 
Резервні потужності також використовувалися для виробництва автомобілів Bentley Continental Flying Spur, призначених для європейського ринку до 2006 року, коли виробництво було переведено на завод Bentley в Крю, Англія. 
Виробництво Bentley Flying Spur відновилося на мануфактурі наприкінці 2013 року. 
На заводі проводилося лише остаточне складання. 
Такі операції, як штампування та зварювання, а також фарбування сталевих корпусів проводилися у Цвіккау. 
Пофарбовані кузови привозили на завод у вантажівках. 
Інші 1200 деталей і 34 попередньо змонтованих компонентів прибували до логістичного центру, а потім доставлялися на завод вантажними трамваями CarGoTram, які курсували коліями громадського транспорту Дрездена до кінця 2020. 
VW ID.3 виробляється тут з 2021 року.

## Місце розташування
Мануфактура розташована у центрі Дрездена, міста з бароковою архітектурою та 800-річною історією, відомого своїми ремеслами. Будівля знаходиться в кутку парку Гроссер-Гартен, де до Другої світової війни розташовувався конференц-центр. 
Volkswagen посадив тут 350 дерев.

## Галерея

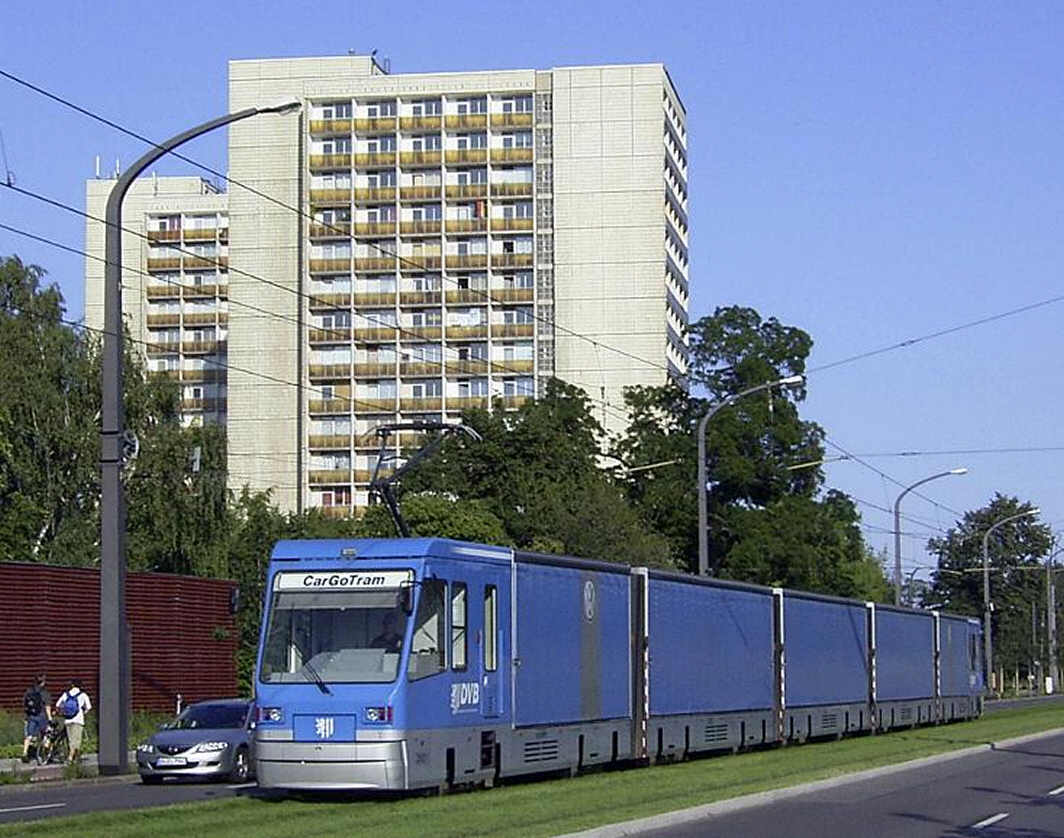
CarGoTram доставляє деталі на Скляну мануфактуру.
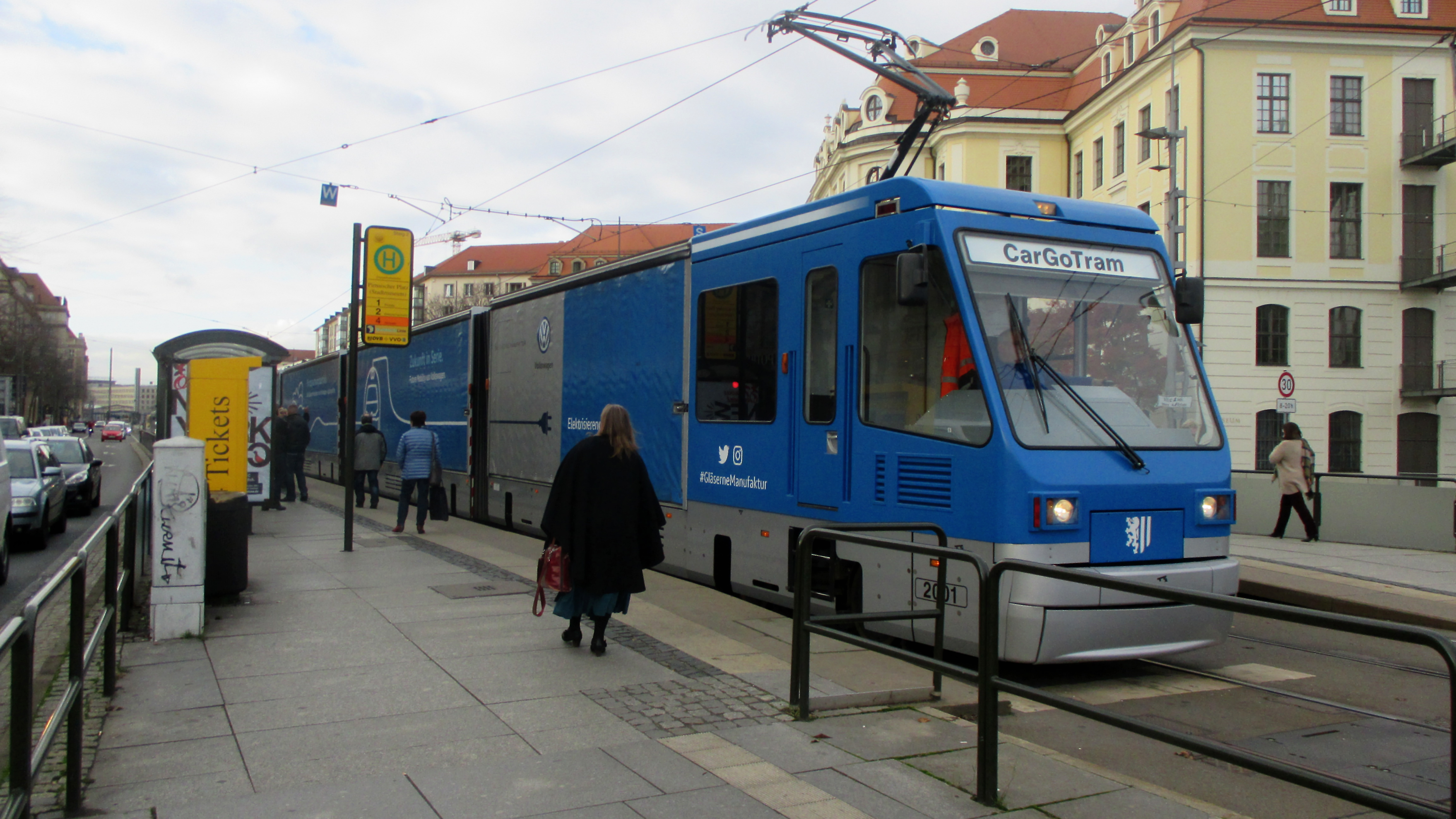
CarGoTram на Pirnaischer Platz у Дрездені - Постачання деталей на Скляну мануфактуру, 2017
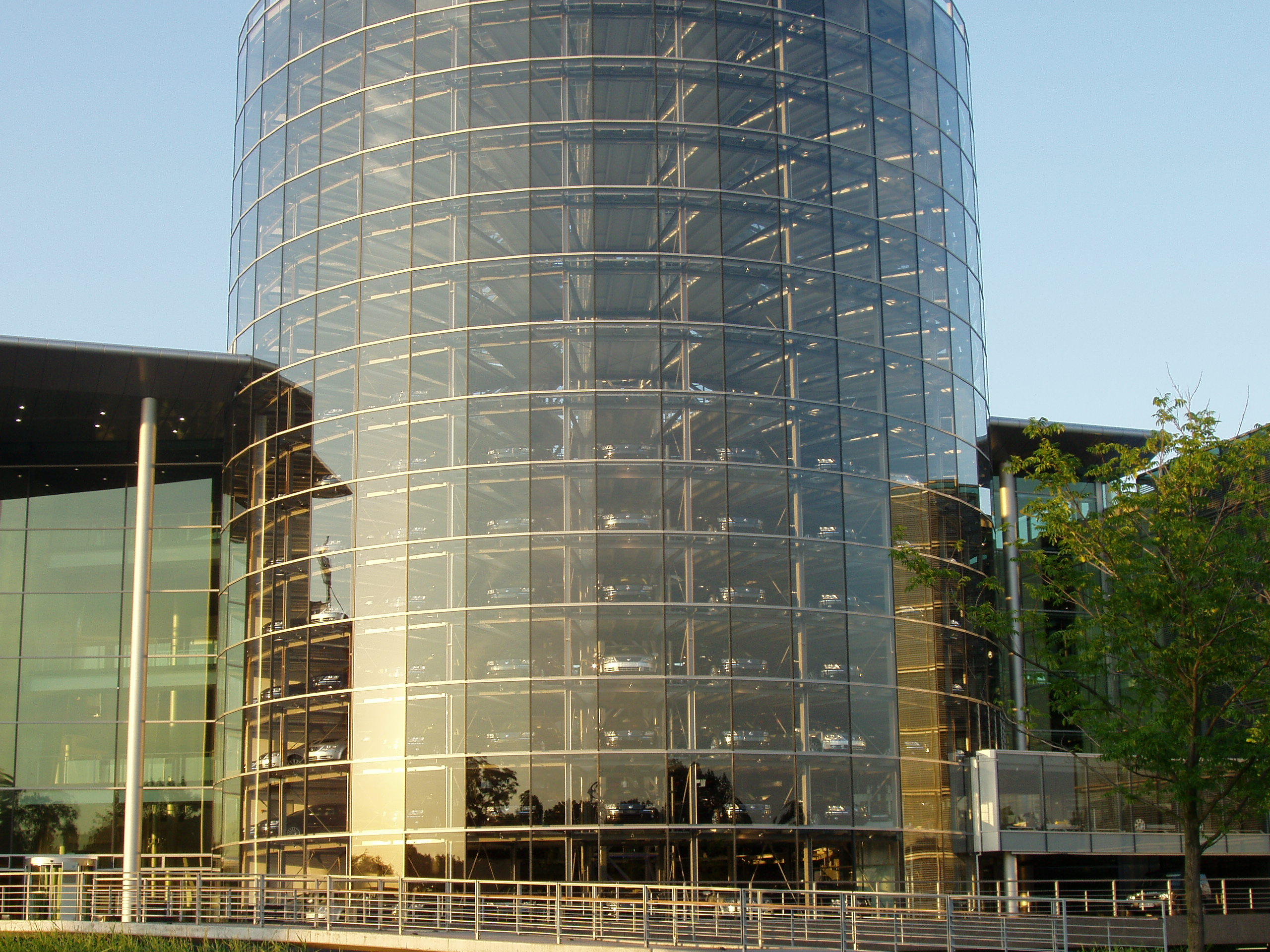
Автомобільна "вежа" на Скляній мануфактурі Volkswagen у Дрездені
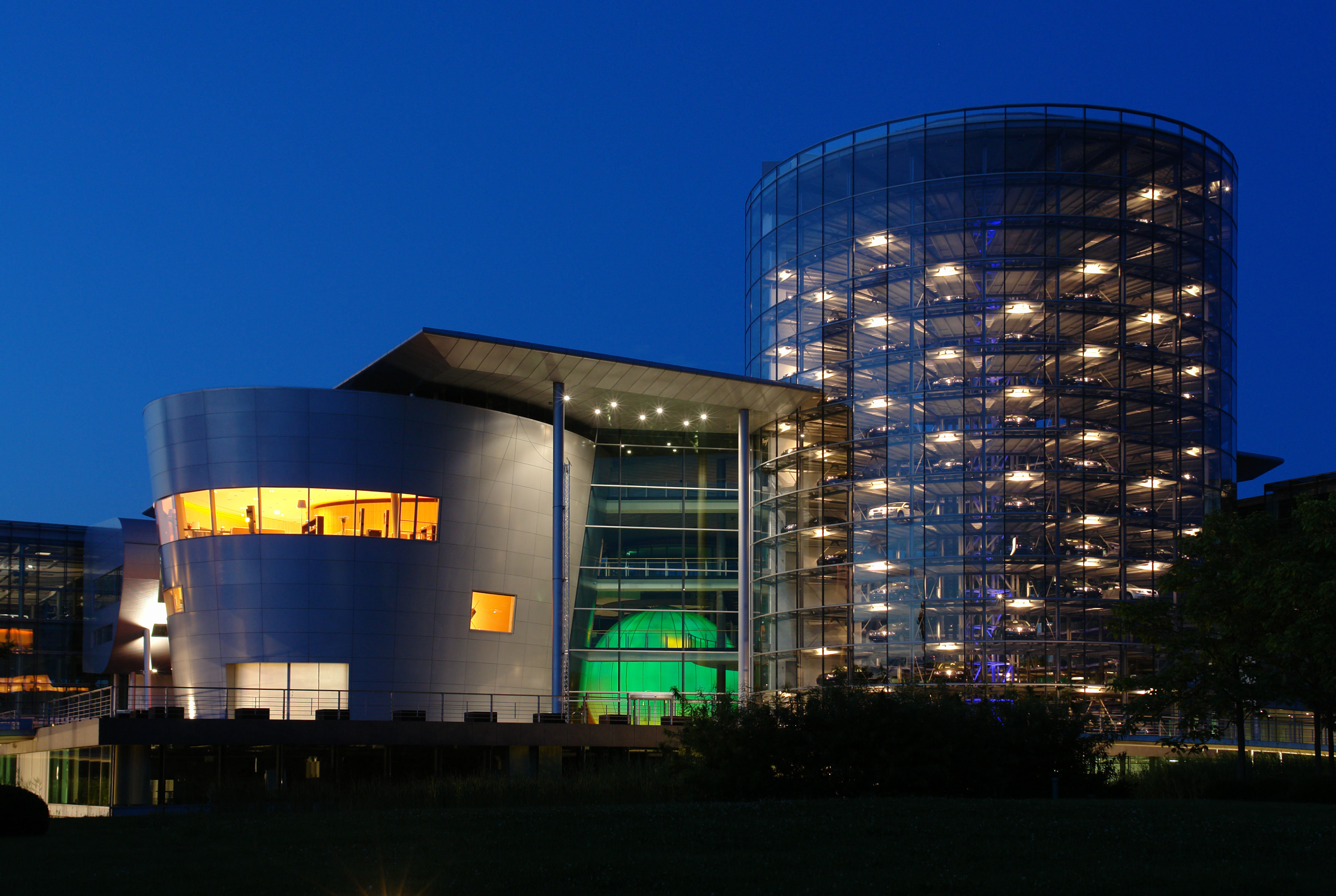
Центральний вхід до будівлі Скляної мануфактури
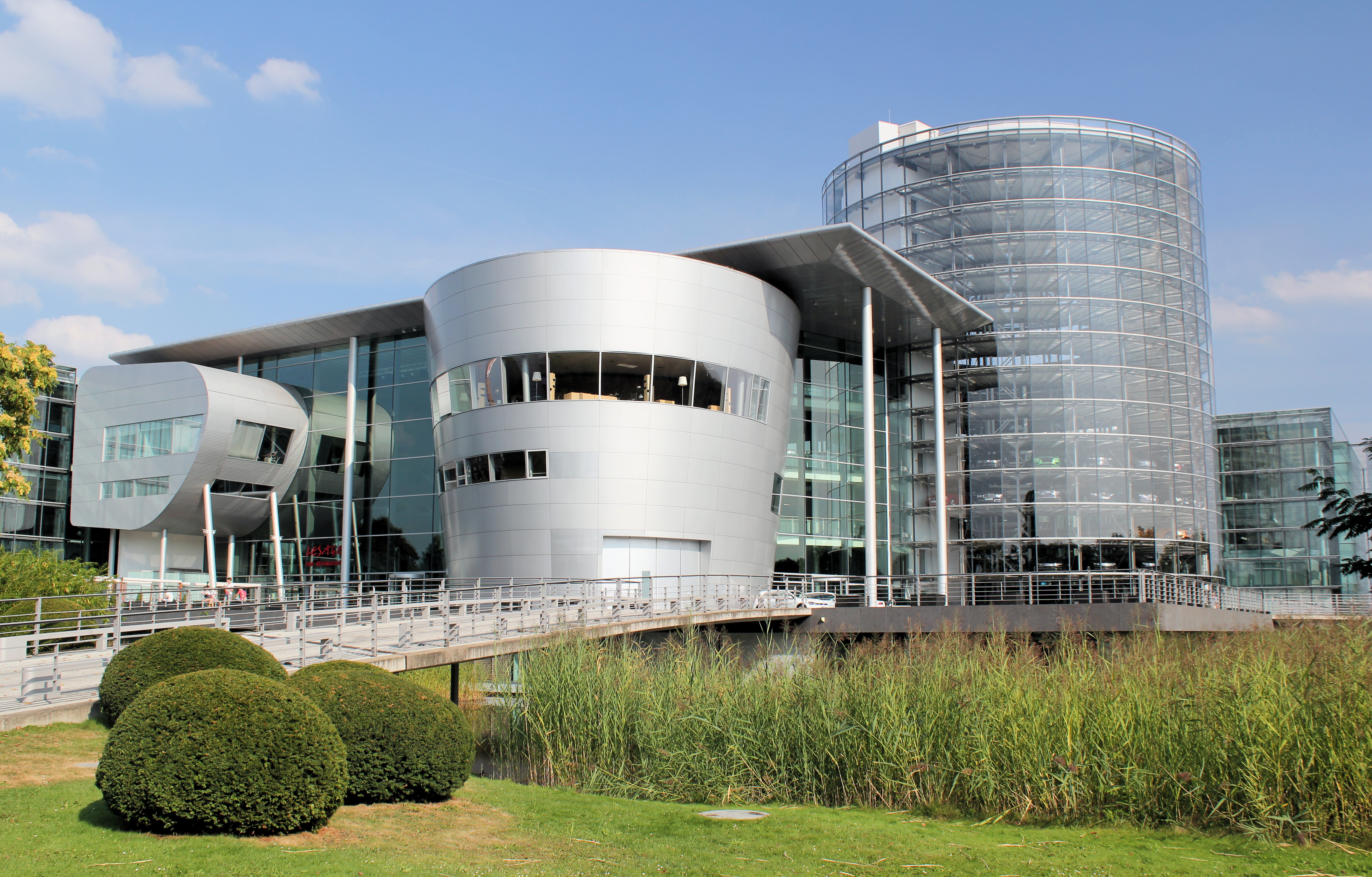
Будівля Скляної мануфактури Volkswagen